# Tormenta tropical Sebastien (1995)
La tormenta tropical Sebastien fue el vigésimo ciclón de la activa temporada de huracanes del Atlántico de 1995. Sebastien se originó a partir de una onda tropical que se acercó a la costa de África el 13 de octubre y se movió hacia el oeste hacia el mar Caribe. La onda aumentó en convección y se convirtió en la depresión tropical veinte el 20 de octubre, fortaleciéndose en una tormenta tropical dentro de las 12 horas de su formación. Sebastien encontró una baja tropical frente a Puerto Rico y entró en una cizalladura del viento del suroeste, que dejó de fortalecerse a 65 millas por hora (105 km/h)* el 23 de octubre. La ahora depresión Sebastien tocó tierra en Anguila en la mañana del 24 de octubre. Sebastien pronto entró en un flujo de bajo nivel y encontró cizalladura del viento, convirtiéndose en un bajo remanente el 25 de octubre cerca de las Islas Vírgenes y Puerto Rico. Mientras estaba sobre esa área, produjo lluvia moderada, pero los daños fueron mínimos y no se reportaron muertes.

## Historia meteorológica
Sébastien se originó a partir de una onda tropical que se formó frente a la costa oeste de África el 13 de octubre y se movió hacia el oeste a través del Atlántico hasta el 19 de octubre. Al día siguiente, la actividad de lluvias aumentó con la onda tropical y se declaró depresión en la tarde del 20 de octubre. Doce horas después de formarse, la depresión se convirtió en una tormenta tropical, llamada Sébastien. Al hacerlo, la depresión se organizó mejor y logró una buena salida.
Esa noche, el Centro Nacional de Huracanes pronosticaba que Sebastien se intensificaría un poco. Después, la cizalladura del viento detuvo una mayor intensificación y no se esperaba mucho más. Más bien, empezó a intensificarse. Sebastien comenzó a interactuar con un área de baja presión cerca de Puerto Rico en ese momento el sistema alcanzó su pico de 65 mph (100 km/h) y una presión máxima de 1001 milibares más tarde el 22 de octubre, según informes de barcos. Sin embargo, originalmente se creyó que era más débil. En ese momento, se encontraba a unos cientos de millas náuticas al noreste de las Islas de Sotavento del norte.
Poco después, la circulación de dirección asociada cerca del centro de Sébastien giró la tormenta hacia el norte y entró en cizalladura del viento del suroeste, lo que impidió que el sistema se fortaleciera hasta convertirse en huracán. En ese momento, comenzó a desplazarse con la corriente de bajo nivel del suroeste, lo que provocó que la tormenta se desplazara hacia la cizalladura del viento del suroeste y debilitó a Sébastien. Como respuesta, la tormenta se debilitó a depresión tropical al día siguiente. El ciclón tropical tocó tierra en Anguila como depresión tropical débil al día siguiente. Sébastien degeneró en un sistema de bajas presiones remanentes en la mañana del 25 de octubre mientras se encontraba al este de las Islas Vírgenes Estadounidenses, y los remanentes continuaron hacia el oeste.

## Preparaciones e impacto

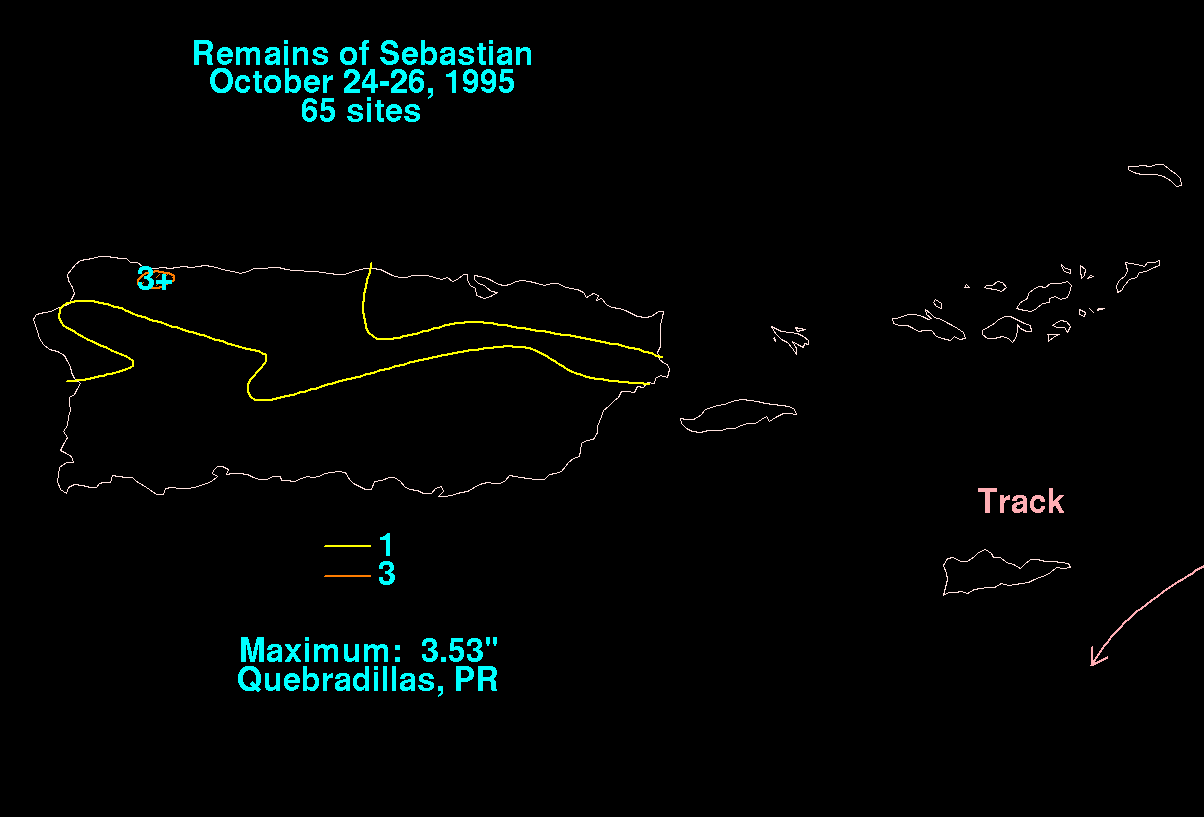
Totales de lluvia de los remanentes del sistema

Cuando la tormenta tropical Sebastien giró hacia el mar Caribe el 23 de octubre, el Centro Nacional de Huracanes emitió un aviso de tormenta tropical para las Islas Vírgenes de los Estados Unidos y las Islas Vírgenes Británicas.Otras islas estaban en alerta ya que el NHC declaró que podría ser necesario ampliar el área de vigilancia. Los residentes que viven en casas dañadas, que todavía se están recuperando del huracán Marilyn hace menos de un mes, habrían evacuado sus hogares. Sin embargo, la vigilancia se suspendió 24 horas después cuando la tormenta se debilitó a depresión tropical.
Los remanentes de Sebastián produjeron lluvias moderadas en algunas partes de Puerto Rico entre el 24 y el 26 de octubre, con al menos 6,4 mm (0,25 pulgadas) de lluvia en la mayoría de las zonas. En Quebradillas cayó un máximo de 90 mm (3,53 pulgadas). En alta mar, los satélites estimaron que cayeron hasta 12,6 pulgadas (320 mm) de lluvia debido a Sébastien. En todas las Islas de Sotavento no hubo informes de víctimas ni daños; sin embargo, en alta mar, tres barcos registraron vientos huracanados en relación con la tormenta.